# Modélisation en Pi des lignes électriques

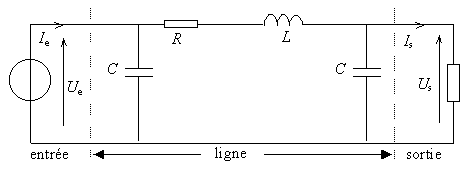
Modèle en Pi d'une ligne électrique

La modélisation en Pi des lignes électriques permet de représenter le comportement électrique attendu de celles-ci. Elle est basée sur les équations des télégraphistes. Le calcul des paramètres électriques utilisé pour la modélisation repose sur les équations de Maxwell. Le modèle avec une seule section en Pi n'est valable que pour de faibles fréquences et des lignes électriques courtes, dans le cas contraire plusieurs sections en Pi doivent être connectées en série.

## Équations des télégraphistes

Représentation schématique des composants élémentaires d'une ligne de transmission.

Une portion de ligne électrique peut être représentée par le quadripole ci-contre où
- La résistance linéique (par unité de longueur) {\displaystyle R} du conducteur est représentée par une résistance série (exprimée en ohms par unité de longueur).
- L'inductance linéique {\displaystyle L} est représentée par une self (Henry par unité de longueur).
- La capacité linéique {\displaystyle C} entre les 2 conducteurs est représentée par un condensateur C shunt (Farad par unité de longueur).
- La conductance linéique {\displaystyle G} du milieu diélectrique séparant les 2 conducteurs est représentée par une résistance shunt (Siemens par unité de longueur). La résistance dans ce modèle a une valeur de {\displaystyle 1/G} ohms.

Dans ce modèle, on définit la tension en tout point éloigné d'une distance x du début de la ligne et à tout instant t la tension {\displaystyle U(x,t)} et le courant {\displaystyle I(x,t)}. Les équations s'écrivent :
{\displaystyle {\frac {\partial U}{\partial x}}(x,t)=-L{\frac {\partial I}{\partial t}}(x,t)-RI(x,t)}
{\displaystyle {\frac {\partial I}{\partial x}}(x,t)=-C{\frac {\partial U}{\partial t}}(x,t)-GU(x,t)}
De la formulation ci-dessus, on peut tirer 2 équations aux dérivées partielles ne faisant chacune intervenir qu'une variable :
{\displaystyle {\frac {\partial ^{2}U}{\partial x^{2}}}(x,t)=LC{\frac {\partial ^{2}U}{\partial t^{2}}}(x,t)+(RC+GL){\frac {\partial U}{\partial t}}(x,t)+GRU(x,t)}
{\displaystyle {\frac {\partial ^{2}I}{\partial x^{2}}}(x,t)=LC{\frac {\partial ^{2}I}{\partial t^{2}}}(x,t)+(RC+GL){\frac {\partial I}{\partial t}}(x,t)+GRI(x,t)}

## Modèle en Pi

### Impédance et admittance

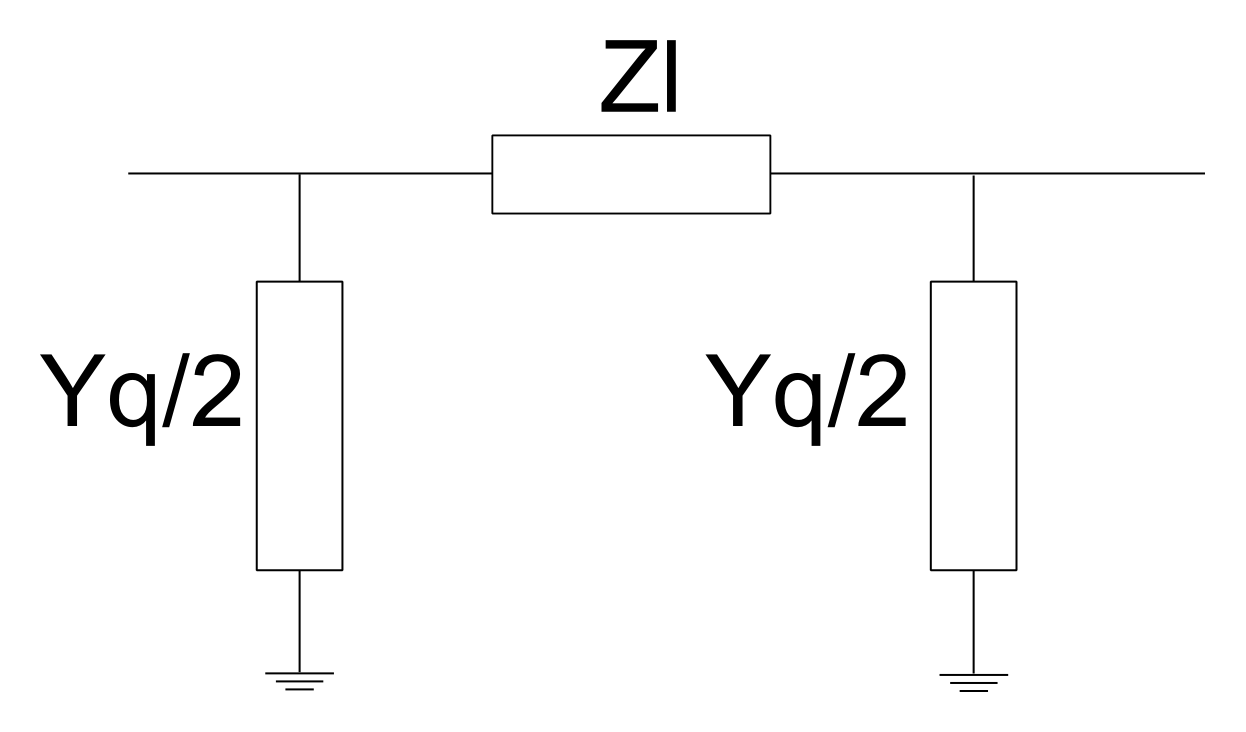
Modèle en Pi

En considérant les pertes, l'impédance Zl et l'admittance Yq se calculent comme suit :
{\displaystyle Z_{l}=\Gamma \cdot \sinh(\gamma \cdot l)}
{\displaystyle {\frac {Y_{q}}{2}}={\frac {1}{\Gamma }}\tanh \left(\gamma \cdot {\frac {l}{2}}\right)}
Avec {\displaystyle \gamma =\alpha +j\mathrm {B} ={\sqrt {Z'\cdot Y'}}} la constante de propagation, avec Z' l'impédance linéique de la ligne et Y' l'admittance linéique de la ligne. Et {\displaystyle \Gamma ={\sqrt {\frac {Z'}{Y'}}}}, l'impédance de la ligne. l est la longueur de la ligne.
Pour une ligne sans perte :
{\displaystyle Z_{l}=\Gamma \cdot j\cdot \sin(\mathrm {B} \cdot l)}
{\displaystyle {\frac {Y_{q}}{2}}={\frac {1}{\Gamma }}j\cdot \tan \left(\mathrm {B} \cdot {\frac {l}{2}}\right)}
Pour une ligne aérienne courte, inférieure à 80 km, on peut négliger les capacitances et simplifier l'impédance :
{\displaystyle Z_{l}=Z'\cdot l}
{\displaystyle {\frac {Y_{q}}{2}}=0} ou {\displaystyle {\frac {Y_{q}}{2}}={\frac {Y'\cdot l}{2}}}

### Nombre de Pi à utiliser
Une section en Pi n'est constituée que d'éléments concentrés. Avec une seule section, le modèle en Pi n'est valable qu'en basse fréquence pour de faible longueur de ligne. Quand la longueur ou la fréquence augmente, le nombre de sections en Pi à connecter en série pour avoir une modélisation correcte doit être augmenté.
Une ligne peut être considérée comme "courte", c'est-à-dire modélisable avec une seule section en Pi, jusqu'à 200 km pour une ligne aérienne en 50 Hz et de 100 km pour un cable. Le nombre de sections en Pi doit augmenter proportionnellement avec la fréquence et inversement proportionnel à la longueur de ligne,.

## Calcul des paramètres électriques pour une ligne aérienne

### Conducteur équivalent

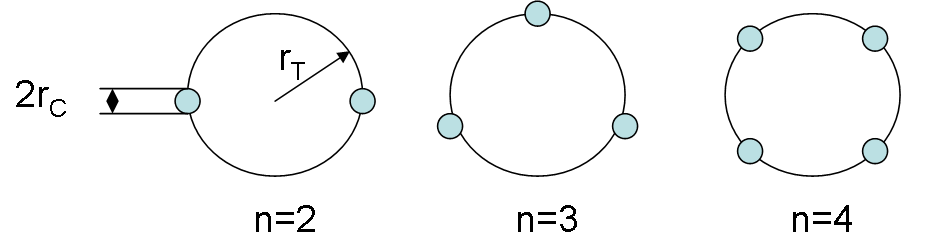
Faisceaux de conducteur de 2, 3 ou 4 conducteurs

Les lignes à haute tension, surtout à plus de 220 kV, ne possèdent pas un conducteur unique par phase, mais de faisceaux de conducteurs en contenant de 2 à 4 (voir image ci-contre). Il est possible de modéliser un faisceau de conducteurs par un conducteur équivalent de rayon :
{\displaystyle r_{\text{equivalent}}={\sqrt[{n}]{n\cdot r_{C}\cdot r_{T}^{n-1}}}}
Où requivalent est le rayon équivalent du faisceau, rC le rayon des conducteurs, rT le rayon du cercle formé par le faisceau, n le nombre de conducteurs par faisceau (voir image).

### Distance inter-faisceaux / conducteur équivalente

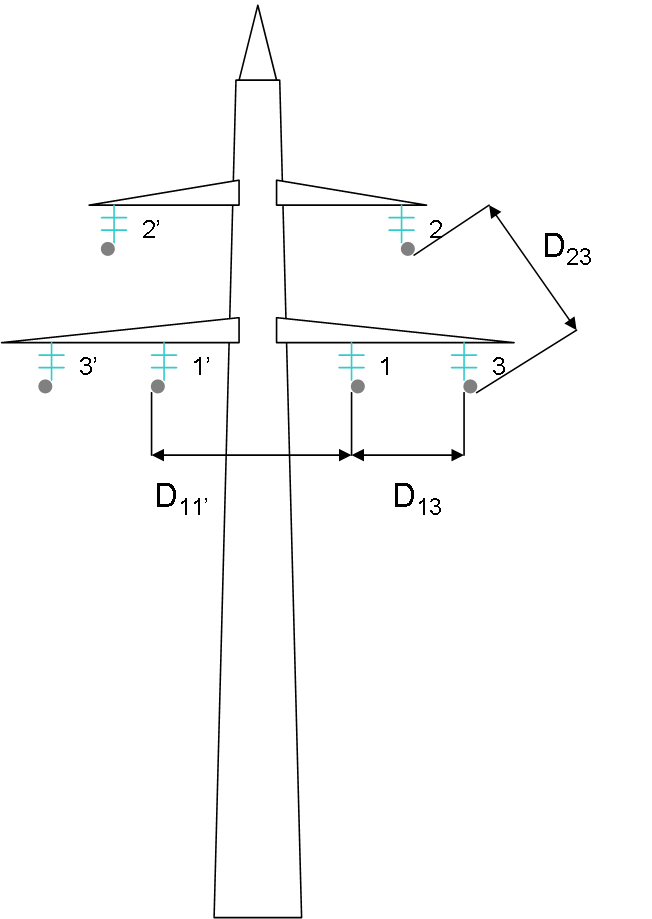
Distance entre les faisceaux de conducteur sur un pylône

Pour un système triphasé, il est possible de définir une distance équivalente entre les conducteurs, ou faisceaux de conducteurs selon le cas, en calculant la moyenne géométrique. Dans le cas d'un système triphasé simple, elle vaut :
{\displaystyle D={\sqrt[{3}]{D_{12}\cdot D_{23}\cdot D_{31}}}}
Pour le cas d'un système double (deux lignes triphasés de chaque côté du pylône) :
{\displaystyle D={\sqrt[{3}]{D_{12}\cdot D_{23}\cdot D_{31}\cdot {\frac {D_{12'}\cdot D_{23'}\cdot D_{31'}}{D_{11'}\cdot D_{22'}\cdot D_{33'}}}}}}

### Résistance de la ligne
La résistance linéaire d'un conducteur à 20 °C est :
{\displaystyle R_{20}={\frac {\rho }{S}}}
Avec {\displaystyle S} la section et {\displaystyle \rho } la résistivité du matériau conducteur.
Pour un conducteur en cuivre la résistivité est de l'ordre de 1,8 x 10-8 Ω∙m pour de l'aluminium de 3 x 10-8 Ω∙m.
La résistance de la ligne dépend également de la température :
{\displaystyle R=R_{20}\cdot (1+\alpha \Delta T)}
Où {\displaystyle \alpha } est la coefficient de température et {\displaystyle \Delta T} la différence en kelvins entre la température et 20 °C.
Dans le cas d'un faisceaux de conducteurs, ces derniers étant en parallèle la résistance doit être divisée par le nombre de conducteurs.

### Inductance
L'inductance linéique d'une ligne vaut :
{\displaystyle L_{\text{ligne}}'={\frac {\mu _{0}}{2\pi }}\left(\ln \left({\frac {D}{r}}\right)+{\frac {\mu _{r}}{4n}}\right)}
Avec n le nombre de conducteurs par faisceau et {\displaystyle \mu _{r}} la permittivité du conducteur. Dans le cas {\displaystyle \mu _{r}} est égal à 1, on peut définir un rayon équivalent {\displaystyle r_{GMR}=r\cdot e^{-1/4n}}:
{\displaystyle L_{\text{ligne}}'={\frac {\mu _{0}}{2\pi }}\ln \left({\frac {D}{r_{GMR}}}\right)}

### Valeurs typiques de l'impédance
Ci-dessous quelques valeurs typique pour un réseau 50 Hz avec des conducteurs aluminium / acier de section d'aluminium 240 mm2 et d'acier 40 mm2,.
| Tension de la ligne (kV) | Nombre de conducteurs par faisceau | Impédance (Ω/km) |
| ------------------------ | ---------------------------------- | ---------------- |
| 110                      | 1                                  | 0,12 + j0,4      |
| 220                      | 2                                  | 0,06 + j0,3      |
| 380                      | 4                                  | 0,03 + j0,25     |

D'autres valeurs pour la résistance seulement :
| Tension de la ligne (kV) | Nombre de conducteurs par faisceau | Résistance (Ω/km) |
| ------------------------ | ---------------------------------- | ----------------- |
| 70                       | 1                                  | 0,09-0,35         |
| 110                      | 1                                  | 0,12              |
| 220                      | 2                                  | 0,04-0,09         |
| 380                      | 4                                  | 0,03              |

Et l'inductance :
| Tension de la ligne (kV) | Nombre de conducteurs par faisceau | Inductance (Ω/km) |
| ------------------------ | ---------------------------------- | ----------------- |
| 70                       | 1                                  | 0,2 - 0,4         |
| 110                      | 1                                  | 0,4               |
| 220                      | 2                                  | 0,3               |
| 380                      | 4                                  | 0,25              |

## Capacité

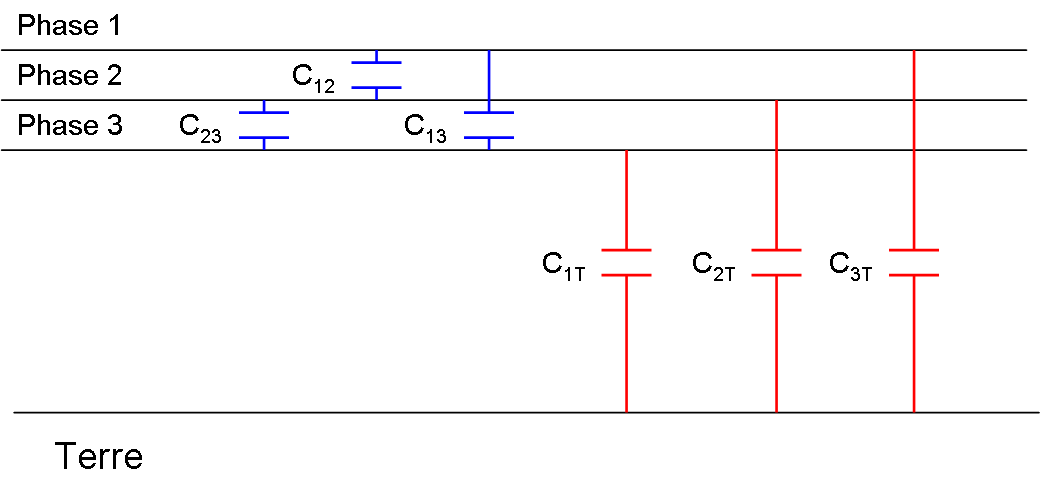
Capacités présentes dans un système triphasé

Dans un système triphasé, il y a des capacités entre les lignes et la terre, mais également entre lignes. L'objectif est de synthétiser le tout dans une seule capacité "moyenne" Cb égale pour les trois lignes :
{\displaystyle C_{b}'={\frac {2\pi \epsilon _{0}\epsilon _{r}}{\ln \left({\dfrac {D}{r}}\right)}}}
Dans laquelle les {\displaystyle \epsilon _{0}} et {\displaystyle \epsilon _{r}} sont les permittivité diélectrique du vide et du matériau (dans le cas de l'air pour les lignes {\displaystyle \epsilon _{r}} vaut environ 1).
On peut démontrer en utilisant le théorème de Kennelly que :
{\displaystyle C_{b}'=3\cdot C_{L}+C_{T}}
Avec CL la capacité mutuelle et CT la capacité à la terre

### Conductance
Une résistance doit être représentée en parallèle aux capacités pour être complet. Elle est due au effet corona et aux fuites de courant (causées par la pollution sur les isolateurs par exemple). Pour une ligne de 380 kV elle vaut :
| Temps sec | Temps humide |
| --------- | ------------ |
| 3 nS/km   | 30 nS/km     |

### Valeurs typiques de l'admittance
Ci-dessous quelques valeurs typiques pour un réseau 50 Hz.
| Tension de la ligne (kV) | Nombre de conducteurs par faisceau | Admittance (uS/km) |
| ------------------------ | ---------------------------------- | ------------------ |
| 110                      | 1                                  | 3                  |
| 220                      | 2                                  | 3,9                |
| 380                      | 4                                  | 4,3                |

## Calcul des paramètres électriques pour un câble

### Admittance

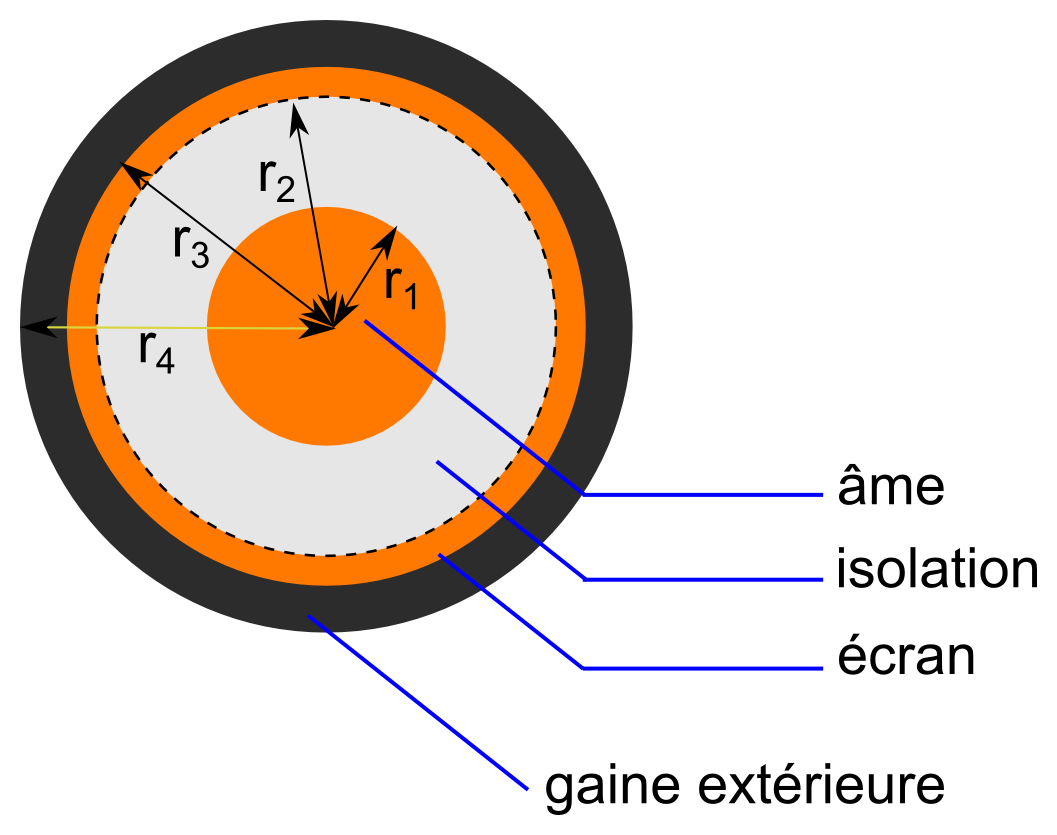
Différents rayons d'un câble électrique avec un seul écran.

Pour les câbles, les calculs de résistance et d'inductivité sont identiques. La capacité vaut :
{\displaystyle C_{T}=C_{b}'={\frac {2\pi \epsilon }{\ln({\frac {r_{2}}{r_{1}}})}}}
Avec r1 le rayon de l'âme et r2 le rayon intérieur de l'écran. La capacité entre les lignes est négligeable.
La conductance est égale à:
{\displaystyle G_{b}'=\tan(\delta )\cdot \omega C_{b}'}
Quelques valeurs typiques,, :
| Tension de la ligne (kV) | Résistance (Ω/km) | Réactance (Ω/km) | Admittance ((uS/km) |
| ------------------------ | ----------------- | ---------------- | ------------------- |
| 36                       | 0,06-0,16         | 0,10 - 0,17      | 40 -120             |
| 150                      | 0,03-0,12         | 0,12 - 0,22      | 30 - 70             |

| Type d'isolation du câble | {\displaystyle tan(\delta )} | {\displaystyle \epsilon _{r}} |
| ------------------------- | ---------------------------- | ----------------------------- |
| Papier imprégné           | 2 - 3 10−3                   | 3,3-3,5                       |
| PVC                       |                              | 3,5 - 8,0                     |
| Éthylène propylène        |                              | 2,8 - 3,5                     |
| Polyéthylène              | 0,2 - 0,5 10−3               | 2,2-2,3                       |
| Polyéthylène réticulé     |                              | 2,3 - 6                       |

La norme IEC 60287-1-1 fournit de nombreuses formules pour le calcul des paramètres électriques des câbles.

## Transposition des lignes

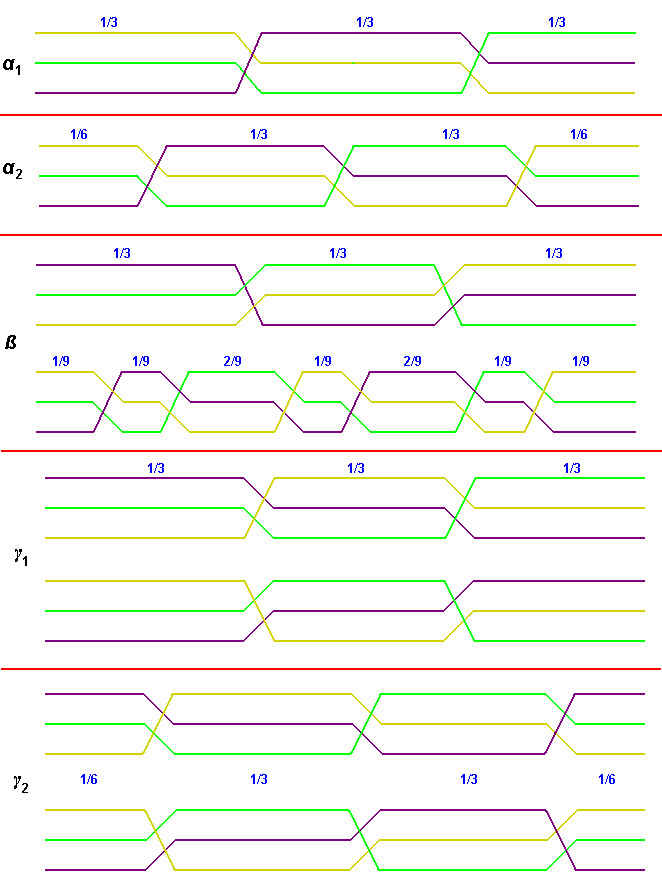
Différents motifs de transposition des lignes

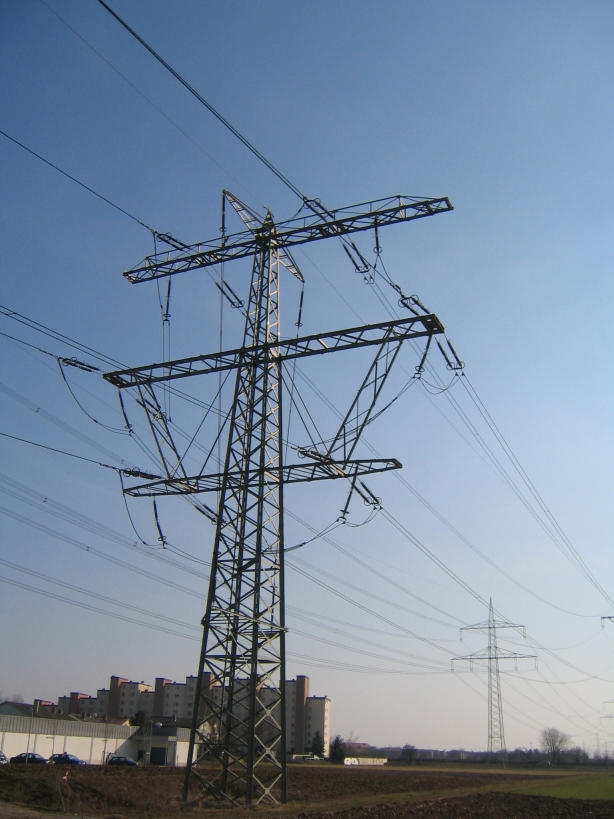
Exemple de pylône de transposition

La capacité ligne-terre dépend de la hauteur à laquelle se trouve le conducteur ou faisceau de conducteur. Dans les exemples précédents, un de ces conducteurs se trouve plus haut que les deux autres. Si rien n'est fait, la capacité de cette phase vis-à-vis de la terre serait différente de celle des deux autres phases, ce qui n'est pas souhaitable pour un système triphasé symétrique,.
Pour résoudre le problème, on commute les phases entre elles à intervalle régulier au moyen d'un pylône de transposition. Pour des lignes d'une longueur inférieure à 200 km deux transpositions, ce qui permet à chaque ligne d'avoir en moyenne le même comportement capacitif, suffisent. Les courants induits par les trois phases se compensent alors.

### Traduction
1. ↑  geometric mean distance, GMD en anglais
2. ↑  geometric medium radius, GMR en anglais

## Normes
- IEC 60287-1-1 Câbles électriques – Calcul du courant admissible – Partie 1-1: Equations de l’intensité du courant admissible (facteur de charge 100 %) et calcul des pertes – Généralités, 2006
- CIGRÉ Brochure 531 Cable Systems Electrical Characteristics, 2013